# Georges Klein
Pour les articles homonymes, voir Klein et Georges Klein (homonymie).
Pour le conservateur du Musée alsacien de Strasbourg, voir Georges Klein (arts populaires).
Georges Klein, né le 26 avril 1924 à Bad Kreuznach (Allemagne) et mort le 18 octobre 1980, est un homme politique français, membre de l'Union pour la démocratie française (UDF) et du Centre des démocrates sociaux (CDS). 

## Biographie
De 1978 à sa mort, il est parallèlement député UDF de la 4e circonscription du Bas-Rhin et conseiller général du canton de Sélestat. Il meurt dans un accident de la route entre Haguenau et Strasbourg. Son suppléant, Germain Gengenwin lui succède à l'Assemblée nationale.